# Il presidente querela forte
Il presidente querela forte è un album di Leone Di Lernia uscito il 6 giugno 2011. L'album è suddiviso in 20 brani di cui 12 inediti e 8 singoli già pubblicati in precedenti album.

## Tracce
1. Sono tutte meteorine
2. Querela forte
3. Disco strunz
4. Scemo di merda
5. Quando faccio flic flic
6. Politici italiani
7. Lampedusa
8. Centrali atomiche
9. Inculassort
10. Strano amore
11. Nello zoo sono tornato
12. Basta l'iva sui rifiuti
13. La mia storia
14. Pesce di mare
15. Ignorante
16. La vita è bella
17. Pepata di cozze
18. Pappagallo
19. Sfigato 4
20. Sfigato